# Kabinett Doumergue II

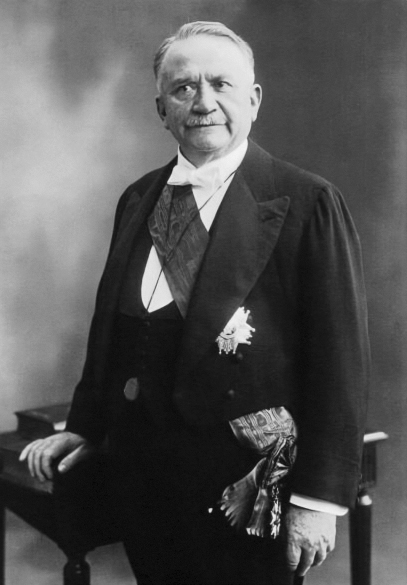
Gaston Doumergue (1924)

Das zweite Kabinett Doumergue war eine Regierung der Dritten Französischen Republik. Es wurde am 9. Februar 1934 von Premierminister (Président du Conseil) Gaston Doumergue gebildet und löste das Kabinett Daladier II ab. Es blieb bis zum 8. November 1934 im Amt und wurde vom Kabinett Flandin abgelöst.
Dem Kabinett gehörten Vertreter der Union National (Allparteienregierung) an: Alliance démocratique (AD), Radicaux indépendants (RI), Parti républicain, radical et radical-socialiste (PRRRS), Fédération républicaine (FR) und Parti socialiste de France-Union Jean Jaurès (PSdF).

## Kabinett
Diese Minister bildeten das Kabinett:
- Premierminister: Gaston Doumergue (PRRRS)
- Ministre d’Etat: Édouard Herriot (PRRRS)
- Ministre d’Etat: André Tardieu (AD)
- Kriegsminister: Philippe Pétain
- Außenminister: Louis Barthou (AD)
  - ab 13. Oktober 1934: Pierre Laval
- Bildungsminister: Adrien Berthod[1] (PRRRS)
- Minister des Inneren: Albert Sarraut (PRRRS)
  - ab 13. Oktober 1934: Paul Marchandeau (PRRRS)
- Justizminister: Henry Chéron (AD)
  - ab 15. Oktober 1934: Henry Lémery[2]
- Landwirtschaftsminister: Henri Queuille (PRRRS)
- Finanzminister: Louis Germain-Martin[3] (RI)
- Minister für öffentliche Arbeiten: Pierre-Étienne Flandin (AD)
- Minister für Kolonien: Pierre Laval
  - ab 9. Oktober 1934: Louis Rollin[4] (AD)
- Minister für Arbeit: Adrien Marquet (PSdF)
- Minister für Handel und Industrie: Lucien Lamoureux[5] (PRRRS)
- Minister für Post, Telegraphie und Telefonie: André Mallarmé[6] (RI)
- Minister für öffentliche Gesundheit und Sportunterricht: Louis Marin (FR)
- Minister für die Kriegsmarine: François Piétri (AD)
- Minister für Renten: Georges Rivollet[7]
- Minister für Luftfahrt: Victor Denain[8]
- Minister für die Handelsmarine: William Bertrand[9] (PRRRS)

## Historische Einordnung
Mit Gaston Doumergue wurde ein allseits geachteter Politiker zum Premierminister ernannt, der wieder Ruhe in das nach der Stavisky-Affäre und den Unruhen vom 6. Februar 1934 angeschlagene System bringen sollte. Doumergue strebte an, die Regierung breit aufzustellen, was ihm mit der Berufung von unterschiedlichen Persönlichkeiten wie Édouard Herriot, André Tardieu, Pierre Laval, Louis Barthou (der allerdings im Oktober ermordet wurde) und vor allem Philippe Pétain auch gelang.
Doumergue versuchte erfolglos, die Verfassung der Dritten Französischen Republik zu verändern (Projet de réforme de l’État de Gaston Doumergue).
Es gelang dem Kabinett zwar, die Staatsfinanzen weitgehend zu sanieren. Der Versuch, das provisorische Zwölftel (douzième provisoire) anzuwenden, scheiterte jedoch und führte zum Rücktritt der Minister der Parti républicain, radical et radical-socialiste unter Herriot.